# Rudolph Marcus
Rudolph Arthur Marcus (ur. 21 lipca 1923 w Montrealu) – amerykański chemik, laureat Nagrody Nobla w dziedzinie chemii w 1992, przyznanej za wkład w rozwój teorii reakcji z przeniesieniem elektronu, oraz Nagrody Wolfa w dziedzinie chemii w 1984/1985.
Był profesorem Uniwersytetu Illinois w Urbanie i Champaign oraz Kalifornijskiego Instytutu Technicznego w Pasadenie.